# Kolmihonganniemi
Kolmihonganniemi är en ö i Finland. Den ligger i sjön Vuokkijärvi och i kommunen Suomussalmi i den ekonomiska regionen  Kehys-Kainuu  och landskapet Kajanaland, i den centrala delen av landet, 600 km norr om huvudstaden Helsingfors. Öns area är 14,9 hektar och dess största längd är 0,8 kilometer i sydöst-nordvästlig riktning.